# Rödenweiler
Rödenweiler ist ein Gemeindeteil der Stadt Feuchtwangen im Landkreis Ansbach (Mittelfranken, Bayern). Rödenweiler liegt in der Gemarkung Dorfgütingen.

## Geografie
Das Dorf liegt am Rödenweiler Mühlbach, einem rechten Zufluss der Sulzach, und am Weggraben, der im Ort als rechter Zufluss in den Rödenweiler Mühlbach mündet. Der Ort liegt inmitten einer flachhügeligen Ebene, die aus Grünland mit einzelnem Baumbestand und Ackerland besteht. Im Süden wird das Flurgebiet Sulzfeld und im Westen Hirtenfeld genannt.
Gemeindeverbindungsstraßen führen nach Heilbronn (0,2 km nördlich), die Kreisstraße AN 36 kreuzend nach Dornberg (0,9 km südöstlich) und zu einer anderen Gemeindeverbindungsstraße (1,3 km westlich), die nach Archshofen zur AN 36 (1 km südlich) bzw. am Auhof vorbei nach Dombühl verläuft (1,8 km nördlich).

## Geschichte
Rödenweiler lag im Fraischbezirk des ansbachischen Oberamtes Feuchtwangen. Im Jahr 1732 bestand der Ort aus sieben Anwesen und einem Gemeindehirtenhaus. Grundherren waren das Stiftsverwalteramt Feuchtwangen (ein Hof, ein Halbhof, ein Gütlein), das Klosterverwalteramt Sulz (ein Hof, zwei Halbhöfe) und das Kastenamt Feuchtwangen (ein Höflein). An diesen Verhältnissen änderte sich bis zum Ende des Alten Reichs nichts. Von 1797 bis 1808 unterstand der Ort dem Justiz- und Kammeramt Feuchtwangen.
Mit dem Gemeindeedikt (frühes 19. Jahrhundert) wurde Rödenweiler dem Steuerdistrikt und der Ruralgemeinde Dorfgütingen zugeordnet. Im Zuge der Gebietsreform in Bayern wurde Rödenweiler am 1. Januar 1972 nach Feuchtwangen eingemeindet.

## Einwohnerentwicklung
| Jahr      | 001818 | 001840 | 001861 | 001871 | 001885 | 001900 | 001925 | 001950 | 001961 | 001970 | 001987 |
| Einwohner | 57     | 57     | 40     | 48     | 54     | 37     | 48     | 65     | 57     | 64     | 90     |
| Häuser    | 10     | 8      |        |        | 10     | 10     | 12     | 12     | 11     |        | 19     |
| Quelle    | [ 10 ] | [ 11 ] | [ 12 ] | [ 13 ] | [ 14 ] | [ 15 ] | [ 16 ] | [ 17 ] | [ 18 ] | [ 19 ] | [ 1 ]  |

## Religion
Der Ort ist seit der Reformation evangelisch-lutherisch geprägt und bis heute nach St. Maria (Dorfgütingen) gepfarrt. Die Einwohner römisch-katholischer Konfession sind nach St. Ulrich und Afra (Feuchtwangen) gepfarrt.